# Фарлі (Айова)
Фарлі (англ. Farley) — місто (англ. city) в США, в окрузі Дюб'юк штату Айова. Населення — 1766 осіб (2020).

## Географія
Фарлі розташоване за координатами 42°26′37″ пн. ш. 91°0′37″ зх. д. / 42.44361° пн. ш. 91.01028° зх. д. (42.443486, -91.010233).  За даними Бюро перепису населення США в 2010 році місто мало площу 4,79 км², уся площа — суходіл. В 2017 році площа становила 4,17 км², уся площа — суходіл.

## Демографія
Згідно з переписом 2010 року, у місті мешкало 1537 осіб у 575 домогосподарствах у складі 425 родин. Густота населення становила 321 особа/км².  Було 586 помешкань (122/км²).
Расовий склад населення:
| - 99,3 % — білих - 0,1 % — чорних або афроамериканців |

До двох чи більше рас належало 0,3 %. Частка іспаномовних становила 1,0 % від усіх жителів.
За віковим діапазоном населення розподілялося таким чином: 29,7 % — особи молодші 18 років, 59,4 % — особи у віці 18—64 років, 10,9 % — особи у віці 65 років та старші. Медіана віку мешканця становила 33,8 року. На 100 осіб жіночої статі у місті припадало 97,3 чоловіків;  на 100 жінок у віці від 18 років та старших — 96,4 чоловіків також старших 18 років.
Середній дохід на одне домашнє господарство  становив 91 430 доларів США (медіана — 75 583), а середній дохід на одну сім'ю — 104 150 доларів (медіана — 81 042). Медіана доходів становила 50 855 доларів для чоловіків та 39 417 доларів для жінок. За межею бідності перебувало 3,6 % осіб, у тому числі 3,4 % дітей у віці до 18 років та 5,2 % осіб у віці 65 років та старших.
Цивільне працевлаштоване населення становило 942 особи. Основні галузі зайнятості: виробництво — 24,6 %, освіта, охорона здоров'я та соціальна допомога — 22,4 %, будівництво — 13,9 %, роздрібна торгівля — 12,0 %.